# Brånatjärnen (Nordmalings socken, Ångermanland)
Brånatjärnen är en sjö i Nordmalings kommun i Ångermanland och ingår i Leduåns huvudavrinningsområde. Sjön har en area på 0,0384 kvadratkilometer och ligger 257,2 meter över havet.

## Delavrinningsområde
Brånatjärnen ingår i det delavrinningsområde (707652-166453) som SMHI kallar för Mynnar i Leduån. Medelhöjden är 246 meter över havet och ytan är 5,62 kvadratkilometer. Det finns ett avrinningsområde uppströms, och räknas det in blir den ackumulerade arean 5,95 kvadratkilometer. Bakombergsbäcken som avvattnar avrinningsområdet har biflödesordning 2, vilket innebär att vattnet flödar genom totalt 2 vattendrag innan det når havet efter 39 kilometer. Avrinningsområdet består mestadels av skog (96 procent). Avrinningsområdet har 0,11 kvadratkilometer vattenytor vilket ger det en sjöprocent på 2 procent.